# 琉球八社
琉球八社是古代琉球國王府創立的八個神社。
琉球最早的神社是建立於尚金福王、尚泰久王年間（1450年～1460年）的普天滿宮，建於一個全長約280米的鐘乳洞中，祀日本天照大神和琉球古神道諸神。以後陸續興建了其他神社，這些神社統稱「琉球八社」。
1879年日本吞併琉球之後，在近代社格制度中，除了波上宮被列為官幣小社之外，其他七社全被列為無格社，無法接受日本政府的經濟支持。琉球八社在沖繩島戰役中大部分被毀，二戰結束後先後重建。

## 八社概要
| 圖片               | 社名       | 毗鄰佛寺   | 所在地           | 社格                           |
| ------------------ | ---------- | ---------- | ---------------- | ------------------------------ |
| 波上宮遠景         | 波上宮     | 護國寺     | 那霸市若狭       | 官幣小社 別表神社 琉球國新一宮 |
| 末吉宮的本殿       | 末吉宮     | 遍照寺     | 那霸市首里末吉町 | 無格社                         |
| 沖宮的鳥居與拜殿   | 沖宮       | 臨海寺     | 那霸市奧武山     | 無格社                         |
| 安里八幡宮的拜殿   | 安里八幡宮 | 神德寺     | 那霸市安里       | 無格社                         |
| 識名宮的鳥居與拝殿 | 識名宮     | 神應寺     | 那霸市繁多川     | 無格社                         |
| 天久宮的拜殿       | 天久宮     | 聖現寺     | 那霸市泊         | 無格社                         |
| 普天滿宮的拜殿     | 普天滿宮   | 神宮寺     | 宜野灣市普天間   | 無格社                         |
| 金武宮的祠         | 金武宮     | 金武觀音寺 | 國頭郡金武町金武 | 無格社                         |

## 外部連結
- （日語）http://www.ariesu777.com/ （页面存档备份，存于）